# Tobias Eckhard
Pour les articles homonymes, voir Eckhard.
Tobias Eckhard (né le 1er novembre 1662 à Jüterbog, mort le 13 décembre 1737 à Quedlinbourg) est un pédagogue, théologien luthérien et philologue saxon.

## Biographie
Tobias Eckhard est le fils d'un officier de circonscription. Il va à un gymnasium à Halle puis s'inscrit en 1682 à l'université de Wittemberg. Après avoir obtenu le magister en 1686, il est admis en 1689 comme professeur auxiliaire à la faculté de philosophie.
Durant sa période de cours, il se tourne vers l'étude de la théologie, qu'il complète avec une licence. En 1691, il se rend au gymnasium (Athenaeum) à Stade en tant que recteur adjoint et en 1693 devient son recteur. En 1704, il se rend à Quedlinbourg en tant que recteur.
Eckhard est reconnu à son époque comme un érudit dont les connaissances se reflètent principalement dans de petits écrits, désormais disparus. Il traite de la polymathie et développe un grand intérêt pour les langues, notamment le français, l'italien et l'hébreu.
Il est le père du juriste Christian Heinrich Eckhard.